# Daniel Caines
Daniel Stephen Caines (Solihull, 15 maggio 1979) è un ex velocista britannico.

## Palmarès
| Anno | Manifestazione    | Sede       | Evento      | Risultato  | Prestazione | Note |
| ---- | ----------------- | ---------- | ----------- | ---------- | ----------- | ---- |
| 1998 | Mondiali juniores | Annecy     | 4x400 m     | 5º         | 3'06"32     |      |
| 2000 | Giochi olimpici   | Sydney     | 400 m piani | Semifinale | 45"55       |      |
| 2000 | Giochi olimpici   | Sydney     | 4×400 m     | 5º         | 3'01"22     |      |
| 2001 | Mondiali indoor   | Lisbona    | 400 m piani | Oro        | 46"41       |      |
| 2002 | Europei           | Monaco     | 400 m piani | Bronzo     | 45"28       |      |
| 2002 | Europei           | Monaco     | 4×400 m     | Oro        | 3'01"25     |      |
| 2003 | Mondiali indoor   | Birmingham | 400 m piani | Argento    | 45"43       |      |
| 2003 | Mondiali indoor   | Birmingham | 4x400 m     | Argento    | 3'06"12     |      |